# Kevin Tighe
Kevin Tighe (* 13. August 1944 in Los Angeles, Kalifornien) ist ein US-amerikanischer Schauspieler.

## Leben
Kevin Tighe begann seine Karriere im Filmgeschäft 1967 mit einer ungenannten Statistenrolle in Die Reifeprüfung und einer Rolle in dem Kurzfilm Narcotics: Pit of Despair. Es folgen vor allem Auftritte als Nebendarsteller in Fernsehserien wie Bonanza.
Einem breiteren Publikum wurde Tighe durch seine Rolle als Roy DeSoto in der von 1972 bis 1979 ausgestrahlten Fernsehserie Notruf California bekannt. In dieser Rolle wurde er in der deutschen Fassung von Michael Lott synchronisiert. Für die Serie inszenierte Tighe auch vier Folgen als Regisseur. Nach dem Ende von Notruf California spielte er vor allem Nebenrollen in bekannteren Filmen. So war er u. a. der Gegenspieler von James Belushi in Mein Partner mit der kalten Schnauze.
Für seine Rolle in Harter Mann in Uniform wurde Tighe 1993 bei den Genie Awards, der wichtigsten Auszeichnungen für kanadische Kinofilme, in der Kategorie Bester Nebendarsteller ausgezeichnet.
1996 übernahm Tighe im zweiteiligen Fernsehfilm Kaltblütig, der Verfilmung von Truman Capotes Bestseller-Roman In Cold Blood, die Rolle des Mordopfers Herbert W. Clutter. Tighe spielte ab 2005 wiederkehrend in der Fernsehserie Lost als Anthony Cooper mit. Seine letzten Rollen hatte er 2015 in fünf Folgen der kurzlebigen Fernsehserie Complications sowie 2016 in einer Folge der Krimiserie Law & Order: Special Victims Unit.
In erster Ehe war Tighe mit Mary Lou Seaman von 1968 bis zur Scheidung 1971 verheiratet. Seit 1995 ist er mit Rebecca Ann Fletcher verheiratet. Seine Tochter aus erster Ehe, Jennifer Tighe, ist ebenfalls als Schauspielerin tätig.

## Filmografie (Auswahl)
- 1967: Die Reifeprüfung (The Graduate)
- 1967: Narcotics: Pit of Despair (Kurzfilm)
- 1970: Bonanza (Fernsehserie, Folge 12x03 Müde Willies)
- 1972–1979: Notruf California (Emergency!, Fernsehserie, 129 Folgen)
- 1979: The Rebels (Fernsehfilm)
- 1987: Matewan
- 1988: Acht Mann und ein Skandal (Eight Men Out)
- 1989: Mein Partner mit der kalten Schnauze (K-9)
- 1989: Road House
- 1990: Mord ist ihr Hobby (Murder, She Wrote , Fernsehserie, Folge 6x14 Drama in der Wall Street)
- 1990: Und wieder 48 Stunden (Another 48 Hrs.)
- 1990: Perry Mason und der Trotzkopf (Perry Mason: The Case of the Defiant Daughter, Fernsehreihe)
- 1992: Der Außenseiter (School Ties)
- 1992: Newsies – Die Zeitungsjungen (Newsies)
- 1993: Geronimo – Eine Legende (Geronimo: An American Legend)
- 1993: Harter Mann in Uniform (I Love a Man in Uniform)
- 1993: Gilbert Grape – Irgendwo in Iowa (What's Eating Gilbert Grape)
- 1994: Men of War
- 1996: Race the Sun – Im Wettlauf mit der Zeit (Race the Sun)
- 1996: Kaltblütig (In Cold Blood, Fernsehfilm)
- 1997: Emergency Room – Die Notaufnahme (ER, Fernsehserie, Folge 3x13 Suspendiert)
- 1999: Star Trek: Raumschiff Voyager (Star Trek: Voyager, Fernsehserie, Folge 5x23 23:59)
- 2002: The West Wing – Im Zentrum der Macht (The West Wing, Fernsehserie, Folge 3x04 Stimmenfang)
- 2002: Stephen Kings Haus der Verdammnis (Stephen King's Rose Red)
- 2005: Today You Die
- 2005–2010: Lost (Fernsehserie, 6 Folgen)
- 2007, 2016: Law & Order: Special Victims Unit (Fernsehserie, 2 Folgen, verschiedene Rollen)
- 2009: My Bloody Valentine 3D
- 2009: Leverage (Fernsehserie, 2 Folgen)
- 2013: I am I
- 2015: Complications (Fernsehserie, 5 Folgen)